# Ouineta
Marta Ros i Hugas, més coneguda com a Ouineta   (la Roca del Vallès, 1996), és una cantant, coreògrafa i ballarina catalana. Ha coreografiat gires o videoclips de cantants com Rigoberta Bandini, Amaia Romero o Dani Dicostas, i també ho ha fet per a obres de teatre i pel·lícules.

## Trajectòria
El 2022 va estrenar el seu primer solo, Find your place (easily), creat en residència a la Roca Umbert Fàbrica de les Arts. Al seu treball personal hi ha un fort interès per la intimitat, l'amor, la identitat, el desig i la vulnerabilitat. El 2023 va treure el seu primer EP, Ouineta23, i va posar la sintonia al programa de 3Cat La turra. La música d'Ouineta, en col·laboració amb el productor Juan Feduchi, és una barreja de pop energètic, música de club i experimentació que ella coreografia amb una dansa molt física: amb sabates de taló salta, volta, passa a terra, mou el cul, fa piruetes, i fins i tot va portar el poltre del videoclip del seu tema «Wild» a l'escenari de la sala Heliogàbal en el seu primer concert.
El 2025 amb motiu del genocidi de Gaza, Ouineta va cancel·lar la seva actuació programada al festival Sónar de Barcelona com a part d'un boicot generalitzat per part dels artistes pels vincles del festival amb el fons d'inversió KKR, que n'havia adquirit la seva empresa matriu i va ser acusat de promoure assentaments il·legals en territoris ocupats a Palestina.